# Lichomolgus indicus
Lichomolgus indicus is een eenoogkreeftjessoort uit de familie van de Lichomolgidae. De wetenschappelijke naam van de soort is voor het eerst geldig gepubliceerd in 1962 door Ummerkutty.